# Baia di Deloncle
La baia di Deloncle (in inglese Deloncle Bay) è una baia lunga circa 5 km situata sulla costa di Graham, nella parte occidentale della Terra di Graham, in Antartide. La baia si trova in particolare sulla costa nordoccidentale della penisola Kiev tra punta Loubat e punta Glandaz.

## Storia
La baia di Deloncle è stata scoperta dalla spedizione belga in Antartide del 1897-99, comandata da Adrien de Gerlache, ed è stata poi mappata più dettagliatamente durante la prima spedizione francese in Antartide comandata da Jean-Baptiste Charcot, 1903-05, che la battezzò con il suo attuale nome in onore di François Deloncle, un diplomatico francese.